# コンソラータ・ボイル
コンソラータ・ボイル（Consolata Boyle）は、アイルランド出身の映画衣裳デザイナーである。

## 経歴
ダブリン出身。ユニヴァーシティー・カレッジ・ダブリンで学ぶ。卒業後はダブリンのアビー・シアターで衣裳の仕事に就く。1980年代半ばから映画衣裳に携わり、2006年の『クイーン』でアカデミー賞と英国アカデミー賞の衣裳賞にノミネートされた。

## 主な作品
- ザ・クーリア The Courier (1988)
- 白馬の伝説 Into the West (1992)
- スナッパー The Snapper (1993)
- フィオナの海 The Secret of Roan Inish (1994)
- ナッシング・パーソナル Nothing Personal (1995)
- ジキル&ハイド Mary Reilly (1996)
- モル・フランダース Moll Flanders (1996)
- 悪魔のくちづけ The Serpent's Kiss (1997)
- フィオナが恋していた This Is My Father (1998)
- 五シリングの真実 The Winslow Boy (1999)
- アンジェラの灰 Angela's Ashes (1999)
- ノーラ・ジョイス 或る小説家の妻 Nora (2000)
- クィーン The Queen (2006)